# 賀琛
賀琛（481年—549年），字國寶，會稽山陰人，南北朝南梁官員。
賀琛年幼時曾接受伯父賀瑒教學，很快就明白典籍義理，賀瑒覺得奇異，經常說：「這孩子應該會以明經顯貴。」賀瑒去世後，他家中貧窮，時常來往諸暨販賣粟子以自給自足，空閑的時候就鑽研學問，尤其精通《三禮》。以前賀瑒在鄉村教授學生，到賀琛二十歲時，人們都找他講學。湘東王蕭繹年輕時出任郡守，彭城人到溉代理事務，得知賀琛的美名就命人帶他相見；當時賀琛正在講學，學生聽到州郡長官來到都覺得轟動，但賀琛繼續講經，沒有留意。到溉下車就坐，向賀琛問難，賀琛從容回答，到溉歎道：「學問淵博的人就是賀琛，今天我先回去，晚些想你屈就當官。」他不回答，神色正常，到溉回去告訴蕭繹，請求讓他補任郡功曹史，他卻因為母親年老堅持推卻。不久母親逝世，賀琛在墓所旁邊守孝，服喪完畢後也不回家，學生們跟著守墓；他因為過度哀傷而消瘦不已，不能講學，弟子護養他才能稍微繼續。
普通年間，刺史臨川王蕭宏辟任賀琛為祭酒從事史，他才離開會稽都，梁武帝知道他的才學，在文德殿召見他，對談間覺得高興，和僕射徐勉說：「賀琛特别有家傳才學。」補任為王國侍郎，很快再兼任太學博士，轉官中衛參軍事、尚書通事舍人，參與禮儀事務；改任遷通直正員郎，依然任職舍人，又徵為西鄱陽王中錄事，兼尚書左丞，一年後轉為正任。朝廷下詔讓賀琛寫下《新諡法》，至今使用。當時皇太子蕭統上議大功之末可以冠子嫁女，他就上書反對，梁武帝聽從他的提議。他轉遷為員外散騎常侍，自他開始尚書南坐會帶貂尾，不久改官御史中丞，像之前一樣參與禮儀事務。他個性貪婪吝嗇，收下不少賄賂，家產豐富到買到公主的住宅，被彈劾免官；不過很快恢復官位擔任尚書左丞，遷給事黃門侍郎，兼國子博士，未拜任就改為通直散騎常侍，領授尚書左丞，同時處理禮儀事宜。賀琛前後任職間，多次負責制定郊廟儀禮，每次入朝晉見武帝，都會談上半天，因此朝廷有人說：「皇上不離開因為有賀雅。」賀琛容貌清雅，因此時人如此稱呼他，之後遷官散騎常侍，繼續掌管禮儀。
其時朝廷當官者都是修飾諂媚的奸臣，貽害政治，賀琛就陳述條例，密封上奏；武帝收到後非常生氣，召來主書口授敕令斥責他，他只好認錯，不敢再指斥朝臣。後來他，遷任太府卿，太清二年（548年）改任雲騎將軍、中軍宣城王蕭大器的長史。侯景舉兵襲擊京師，蕭大器入城，留下他與司馬楊曒留守東府。不久侯景軍隊進攻建康，放兵殺害人民，他未被槍矛殺死，侯景的部下找到了他，車到宮庭，求見僕射王克、領軍朱，並勸王克等人開城，王克等人責備賀琛，賀琛流淚作罷，士兵送他到莊嚴寺治療。次年（549年），臺城失陷，賀琛逃回家鄉，同年冬天侯景軍隊入侵會稽，抓住他送到都城，任命為金紫光祿大夫，不久病逝，虛歲六十九。他寫下《三禮講疏》、《五經滯義》及禮儀制度百多篇；兒子賀詡在太清初年自儀同西昌侯掾外任巴山太守，在郡內因亂事逝世。

## 引用
1. 1 2  《梁書·卷三十八·列傳第三十二》：賀琛，字國寶，會稽山陰人也。伯父瑒，步兵校尉，爲世碩儒。琛幼，瑒授其經業，一聞便通義理。瑒異之，常曰：「此兒當以明經致貴。」瑒卒後，琛家貧，常往還諸暨，販粟以自給。閑則習業，尤精《三禮》。初，瑒於鄉里聚徒教授，至是又依琛焉。
2. 1 2  《南史·卷六十二·列傳第五十二》：賀瑒，字德璉，會稽山陰人，晉司空循之玄孫也。……祖道力，善《三禮》，有盛名，仕宋為尚書三公郎，建康令。父損，亦傳家業。……弟子琛，並傳瑒業。……琛字國寶，幼孤，伯父瑒授其經業，一聞便通義理。瑒異之，常曰：「此兒當以明經致貴。」瑒卒後，琛家貧，常往還諸暨販粟以養母。雖自執舟烜，閑則習業，尤精三禮。年二十餘，瑒之門徒稍從問道。初，瑒於鄉里聚徒教授，四方受業者三千餘人。瑒天監中亡，至是復集，琛乃築室郊郭之際，茅茨數間，年將三十，便事講授。既世習禮學，究其精微，占述先儒，吐言辯絜，坐之聽受，終日不疲。
3. ↑  《南史·卷六十二·列傳第五十二》：湘東王幼年臨郡，彭城到溉為行事，聞琛美名，命駕相造。會琛正講，學侶滿筵，既聞上佐忽來，莫不傾動。琛說經無輟，曾不降意。溉下車，欣然就席，便申問難，往復從容，義理該贍。溉歎曰：「通儒碩學，復見賀生。今且還城，尋當相屈。」琛了不酬答，神用頹然。溉言之王，請補郡功曹史。琛辭以母老，終於固執。俄遭母憂，廬於墓所。服闋，猶未還舍，生徒復從之。琛哀毀積年，骨立而已，未堪講授。諸生營救，稍稍習業。
4. ↑  《梁書·卷三十八·列傳第三十二》：普通中，刺史臨川王辟爲祭酒從事史。琛始出都，高祖聞其學術，召見文德殿，與語悅之，謂僕射徐勉曰：「琛殊有世業。」仍補王國侍郎，俄兼太學博士，稍遷中衛參軍事、尚書通事舍人，參禮儀事。累遷通直正員郎，舍人如故。又征西鄱陽王中錄事，兼尚書左丞，滿歲爲真。詔琛撰《新諡法》，至今施用。時皇太子議，大功之末，可以冠子嫁女。琛駁之曰……遂從琛議。
5. ↑  《南史·卷六十二·列傳第五十二》：普通中，太尉臨川王宏臨州，召補祭酒從事，琛年已四十餘，始應辟命。武帝聞其有學術，召見文德殿，與語悅之，謂僕射徐勉曰：「琛殊有門業。」仍補王國侍郎，稍遷兼中書通事舍人，參禮儀事。累遷尚書左丞，詔琛撰新諡法，便即施用。時皇太子議大功之末，可以冠子嫁女。琛駁議曰……遂從琛議。
6. ↑  《梁書·卷三十八·列傳第三十二》：遷員外散騎常侍。舊尚書南坐，無貂；貂自琛始也。頃之，遷御史中丞，參禮儀事如先。琛家產旣豊，買主第爲宅，爲有司所奏，坐免官。俄復爲尚書左丞，遷給事黃門侍郎，兼國子博士，未拜，改爲通直散騎常侍，領尚書左丞，並參禮儀事。琛前後居職，凡郊廟諸儀，多所創定。每見高祖，與語常移晷刻，故省中爲之語曰：「上殿不下有賀雅。」琛容止都雅，故時人呼之。遷散騎常侍，參禮儀如故。
7. ↑  《南史·卷六十二·列傳第五十二》：加員外散騎常侍。舊尚書南坐無貂，貂自琛始也。遷御史中丞，參禮儀如先。琛性貪嗇，多受賕賂，家產既豐，買主第為宅，為有司奏，坐免官。後為通直散騎常侍，領尚書左丞，參禮儀事。琛前後居職，凡郊廟諸儀多所創定，每進見武帝，與語常移晷刻，故省中語曰：「上殿不下有賀雅。」琛容止閒雅，故時人呼之。遷散騎常侍，參禮儀如故。
8. ↑  《梁書·卷三十八·列傳第三十二》：是時，高祖任職者，皆緣飾姦諂，深害時政，琛遂啓陳事條封奏曰……書奏，高祖大怒，召主書於前，口授敕責琛曰……琛奉敕，但謝過而已，不敢復有指斥。久之，遷太府卿。太清二年，遷雲騎將軍、中軍宣城王長史。侯景舉兵襲京師，王移入臺內，留琛與司馬楊曒守東府。賊尋攻陷城，放兵殺害，琛被槍未至死，賊求得之，轝至闕下，求見僕射王克、領軍朱异，勸開城納賊。克等讓之，涕泣而止，賊復轝送莊嚴寺療治之。明年，臺城不守，琛逃歸鄉里。其年冬，賊進寇會稽，復執琛送出都，以爲金紫光祿大夫。後遇疾卒，年六十九。
9. ↑  《南史·卷六十二·列傳第五十二》：時武帝年高，任職者緣飾奸諂，深害時政。琛啟陳事條封奏……書奏，武帝大怒，召主書於前，口受敕責琛曰……琛奉敕但謝過而已，不敢有所指斥。太清二年，為中軍宣城王長史。侯景陷城，琛被創未死，賊求得之，輿至闕下，求見僕射王克、領軍朱異，勸開城納賊。克等讓之，涕泣而止。賊復輿送莊嚴寺療之。明年，台城不守，琛逃歸鄉里。其年，賊寇會稽，復執琛送出都，以為金紫光祿大夫。卒。
10. ↑  《梁書·卷三十八·列傳第三十二》：琛所撰《三禮講疏》、《五經滯義》及諸儀法，凡百餘篇。子詡，太清初，自儀同西昌侯掾，出爲巴山太守，在郡遇亂卒。
11. ↑  《南史·卷六十二·列傳第五十二》：琛所撰三禮講疏、五經滯義及諸儀注凡百餘篇。子翊，位巴山太守。

## 延伸阅读
[在维基数据编辑]
 《梁書·卷38》，出自姚思廉《梁書》